# Tekoa (Izrael)
Tekoa (hebr. תקוע) – wieś i osiedle żydowskie położone w Samorządzie Regionu Gusz Ecjon, w Judei i Samarii, w Palestynie.

## Położenie
Osiedle jest położone w bloku Gusz Ecjon na Wyżynie Judzkiej, w pobliżu starożytnej twierdzy Herodion w Judei, w otoczeniu terytoriów Autonomii Palestyńskiej.

## Historia
Z biblijnego Tekoa miał pochodzić prorok Amos, pasterz i hodowca drzew figowych. Osadę założyli w 1977 żydowscy osadnicy.

## Rozbudowa osiedla
31 stycznia 2013 Ministerstwo Obrony ogłosiło budowę 200 nowych domów w Tekoa. Z decyzją o budowie nie zgadza się organizacja Peace Now, która żąda zaprzestania budowania osiedli żydowskich na terenie Zachodniego Brzegu Joradanu.